# G-Police
G-Police je simulátor bojového vznášedla pro jednoho hráče, vyvinutý a vydaný firmou Psygnosis na podzim 1997 pro PlayStation a Microsoft Windows. Vědeckofantasticky pojatá hra je inspirována Blade Runnerem. Její děj je posazen do roku 2097 na osídlený Jupiterův měsíc Kallisto, kde se hlavní hrdina Slater pokouší vnést jasno do záhadného úmrtí své sestry v době, kdy pracoval pro titulární G-Police. Začíná zápasem G-Police se zločineckými organizacemi před tím, než se rozhoří boj s korporačními armádami v rozvíjející se zápletce na spiklenecké téma. Hráči nabídne pilotáž letounů typu VTOL připomínajících vrtulníky bez rotorů, zapojení do bojové činnosti s nepřátelskými jednotkami i ochranu spojenců.
Hra podporuje špičkové technologie té doby, jako jsou joysticky a ovladače s hmatovou odezvou (force-feedback), 3D zvuk a grafická akcelerace přes Direct3D (u PC verze). Dobová kritika seznala, že grafická stránka patří k nejpůsobivějším (PlayStation verze však nedosahovala těchto kvalit), leč s nepřesným vykreslováním vzdálenosti. Hratelnost přijali o poznání lépe; kritici vychvalovali svižnost, jakož i rozmanitost misí, i přes stížnosti týkající se horšího ovládání a přílišné obtížnosti.
Roku 1999 vydali Psygnosis pokračování G-Police s podtitulem Weapons of Justice exkluzivně pro PlayStation.